# 1623 en arts plastiques
| Années des arts plastiques : 1620 - 1621 - 1622 - 1623 - 1624 - 1625 - 1626    |
| Décennies des arts plastiques : 1590 - 1600 - 1610 - 1620 - 1630 - 1640 - 1650 |

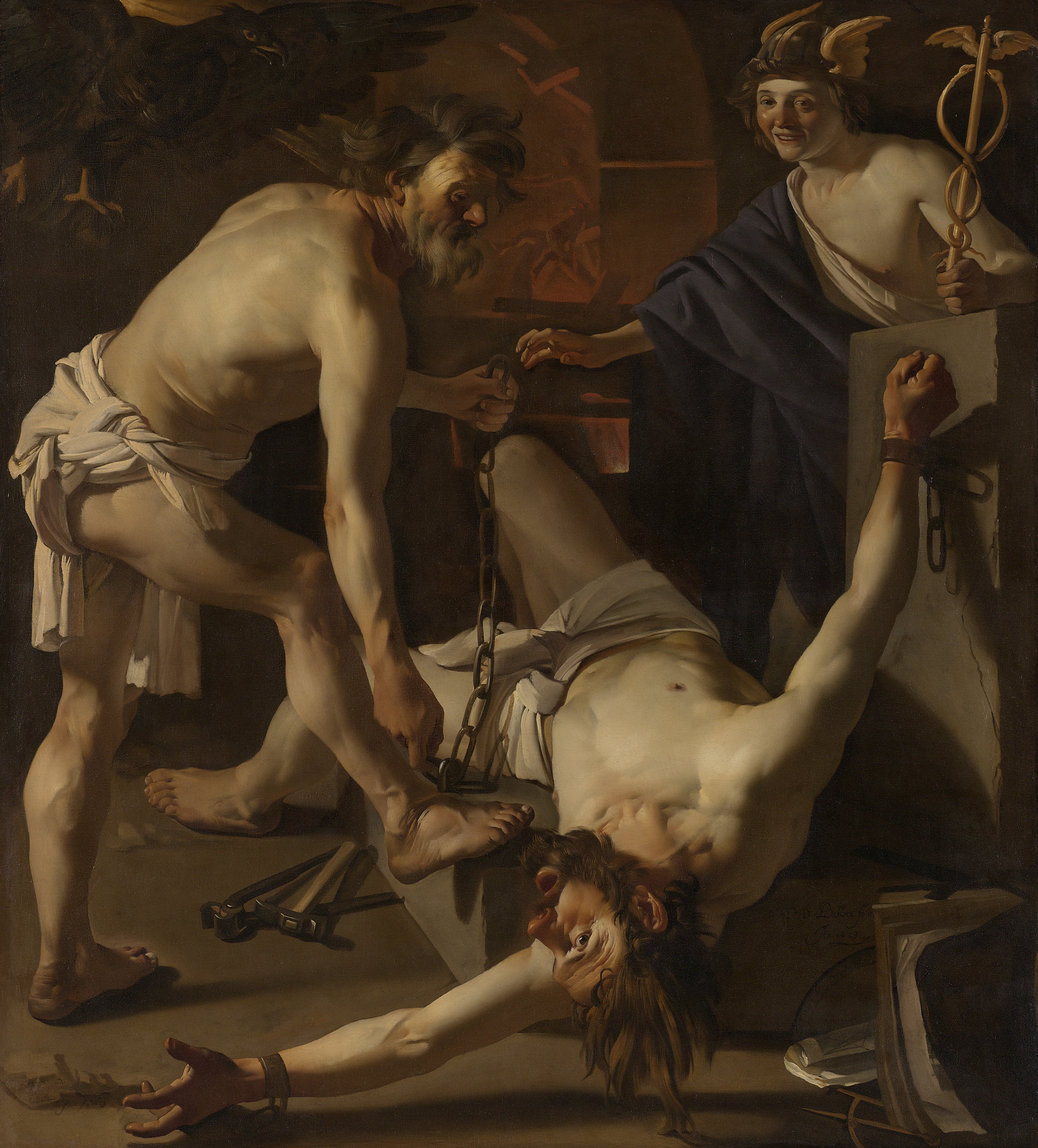
Prométhée enchaîné par Vulcain, Dirck van Baburen.

Cette page concerne l'année 1623 en arts plastiques.

## Événements
- Diego Vélasquez s'installe à Madrid et devient le peintre de la Cour de Philippe IV d'Espagne.

## Œuvres
- Antoine van Dyck : Portrait du cardinal Guido Bentivoglio

## Naissances
- 30 mai : Wallerant Vaillant, peintre et graveur néerlandais († 28 août 1677),
- 13 septembre : Philips Wouwerman, peintre paysagiste et graveur néerlandais († 9 mai 1682),
- 27 octobre : Herman Nauwincx, peintre, graveur et marchand d'art néerlandais († vers 1670),
- 28 novembre : Giovanni Battista Caccioli, peintre italien († 25 novembre 1675),
- ? :
  - Francesco Barbieri (Il Legnano), peintre baroque italien († 1698),
  - Jacques de Claeuw, peintre néerlandais († 7 novembre 1694),
  - Mao Qiling, peintre chinois († 1716),
  - Mei Qing, peintre chinois († 1697),
  - Robert Nanteuil, graveur, dessinateur et pasteliste français († 9 décembre 1678),
  - Jürgen Ovens, peintre et marchand d'art hollando-allemand († 9 décembre 1678),
  - Joris van Son, peintre flamand († 1667).

## Décès
- 31 janvier : Jean Théodore de Bry, graveur sur cuivre et éditeur allemand (° 1561),
- 18 février : Martin Beheim, peintre allemand (° 31 juillet 1572),
- 19 août : Antonio Cimatori, peintre italien (° vers 1550),
- ? décembre : Rodrigo de Villandrando, peintre de cour espagnol (° 1588),
- ? :
  - Durante Alberti, peintre italien (° vers 1556),
  - Francesco Brizio,  peintre et  graveur baroque Italien de l'école de peinture de Bologne (° 1574).